# Iguaraçu
Iguaraçu est une municipalité brésilienne située dans l'État du Paraná.